# Arycanda cadiolata
Arycanda cadiolata là một loài bướm đêm trong họ Geometridae.